# Meristogenys whiteheadi
Espèce
Synonymes
- Rana whiteheadi Boulenger, 1887
- Amolops whiteheadi (Boulenger, 1887)

Statut de conservation UICN

 LC  : Préoccupation mineure
Meristogenys whiteheadi est une espèce d'amphibiens de la famille des Ranidae.

## Répartition
Cette espèce est endémique du Nord de Bornéo. Elle se rencontre jusqu'à 1 300 m d'altitude, :
- en Indonésie dans le nord du Kalimantan ;
- en Malaisie orientale dans l'ouest de l'État du Sabah.

## Étymologie
Son nom d'espèce lui a été donné en référence à John Whitehead, naturaliste et un explorateur britannique, qui a notamment étudié la faune de Bornéo.

## Publication originale
- Boulenger, 1887 : On new reptiles and batrachians from North Borneo. Annals and Magazine of Natural History, sér. 5, vol. 20, p. 95-97 (texte intégral).